# دانشگاه هیتوتسوباشی
دانشگاه هیتوتسوباشی (به ژاپنی: 一橋大学, Hitotsubashi daigaku) در سال ۱۸۷۵ میلادی تأسیس شده‌است و دارای ۴ دانشکدهٔ بازرگانی، اقتصاد، حقوق و جامعه‌شناسی می‌باشد. این دانشگاه قدیمی‌ترین کالج، علوم اجتماعی در ژاپن است. این دانشگاه بر کم بودن تعداد دانشجویان تأکید دارد و هر ساله تنها در حدود ۱۰۰۰ دانشجو پذیرش دارد.